# Pseudococcus wachendorfiae
Pseudococcus wachendorfiae är en insektsart som beskrevs av Charles Kimberlin Brain 1912. Pseudococcus wachendorfiae ingår i släktet Pseudococcus och familjen ullsköldlöss. Inga underarter finns listade i Catalogue of Life.